# Enyalioides microlepis
Enyalioides microlepis — вид ігуаноподібних ящірок родини шипохвостих ігуан (Hoplocercidae). Мешкає в Південній Америці.

## Поширення і екологія
Enyalioides microlepis мешкають в Амазонії і східних передгір'ях Анд, на території Колумбії, Еквадору і Перу. Вони живуть у вологих тропічних лісах, на висоті від 100 до 1000 м над рівнем моря.